# دروزيتوماب
دروزيتوماب هو جسم مضاد وحيد النسيلة مصمم لعلاج السرطان طورته جينينتك.